# Juan Villagra
Juan Villagra fue un jugador de fútbol argentino que se destacó en Nueva Chicago. En 1926 fue convocado por la Selección Argentina y se transformó en el primer y único jugador en convertir un gol con la selección mayor representando al club de Mataderos.

## Trayectoria
Juan Villagra fue un extremo derecho que defendió los colores de Nueva Chicago por 12 años consecutivos (entre 1919 y 1931) alcanzando la cifra de 260 partidos y convirtiendo 46 goles.
El Percha había llegado de Alvear FC en 1919 y se presentó el 27 de abril de ese año ante Sportivo Avellaneda en un partido jugado en Piedrabuena y Campana, encuentro correspondiente al torneo de Intermedia 1919. Uno de sus goles más resonantes fue contra Boca Juniors en la vieja cancha del xeneize.
Mientras se desempeñó en Chicago en el torneo de la Asociación Argentina de Football, también lo hizo en Ferro Carril Oeste en la Asociación Amateurs donde jugó dos partidos en 1926 y, de la misma manera, con Vélez Sarsfield dos años antes.
Durante su carrera como futbolista de Nueva Chicago fue citado en reiteradas oportunidades para conformar combinados nacionales. En 1926 participó en dos encuentros internaciones como jugador de la Selección Argentina, ambos contra Paraguay, con la particularidad de que en uno de ellos marcó un tanto. De esta forma, el 3 de junio de 1926, se transformó en el primer y único jugador en la historia de Nueva Chicago en convertir un gol oficial con la selección mayor, encuentro amistoso válido por la Copa Rosa Chevallier Boutell, en cancha de Sportivo Barracas.
Villagra ascendió dos veces con Chicago a Primera División, primero en el torneo de Intermedia 1919 y luego con el equipo campeón de Primera B 1930. También fue subcampeón con el Torito de Mataderos en la Copa de Competencia de 1921 y el campeonato de Primera División 1925.

## Estadísticas
| Equipo                    | Año                       | Partidos | Goles |
| ------------------------- | ------------------------- | -------- | ----- |
| Alvear                    | 1918                      | ?        | ?     |
| Nueva Chicago             | 1919-1931                 | 260      | 46    |
| Vélez Sarsfield           | 1924                      | ?        | ?     |
| Ferro Carril Oeste        | 1926                      | 2        | 0     |
| Total clubes              | Total clubes              | 262      | 46    |
| Selección Argentina       | 1926                      | 2        | 1     |
| Total Selección Argentina | Total Selección Argentina | 2        | 1     |
| Total carrera             | Total carrera             | 264      | 47    |

## Palmarés
| Título    | Club          | País      | Año  |
| --------- | ------------- | --------- | ---- |
| Primera B | Nueva Chicago | Argentina | 1930 |

Otros logros
- Ascenso a Primera División: Intermedia 1919
- Ascenso a Primera División: Primera B 1930
- Sub-campeón de Primera División: Primera División 1925
- Sub-campeón de Copa Nacional: Copa de Competencia de 1921
- Ganador de Copa Amistosa con la Selección Argentina: Copa Rosa Chevallier Boutell 1926